# Horisme aemulata
Horisme aemulata là một loài bướm đêm trong họ Geometridae.